# Вузол диявола
«Вузол диявола» (англ. Devil's Knot) — американський кримінальний біографічно-драматичний фільм 2013 року режисера Атома Егояна, екранізація біографічного роману Мари Леверітт 2002 року, про трьох підлітків, відомих як «Трійці із Вест-Мемфісу», які були засуджені за вбивство трьох хлопчиків під час сатанинської паніки. Головні ролі у стрічці виконали Колін Фертта Різ Візерспун.
Прем'єра стрічки відбулася 8 вересня 2013 року на Торонтському міжнародному кінофестивалі. Обмежений реліз фільму в канадських кінотеатрах відбувся 24 січня 2014 року. У широкий прокат стрічка вийшла 9 травня 2014 року.

## Синопсис
5 травня 1993 року в місті Вест-Мемфіс, штат Арканзас, зникли троє восьмирічних хлопчиків: Крістофер Байєрс, Майкл Мур та Стів Бранч. Наступного дня, 6 травня, хлопчиків знайшли мертвими. Діти були вбиті з особливою жорстокістю. На тілах убитих дітей були виявлені численні поранення, порізи та забої, також було встановлено, що діти були зґвалтовані, проте потім цей факт був оскаржений і в остаточні матеріали справи не ввійшов. Один з хлопчиків був кастрований.
Спочатку поліція підозрювала у скоєнні злочину двох місцевих підлітків — Кріса Моргана (19 років) та Брайана Голланда (20 років).
Через місяць після скоєння злочину, за підозрою в потрійному вбивстві були заарештовані: 17-річний Джесс Місскеллі, 16-річний Джейсон Болдвін та 18-річний Дам'єн Еколз. Всі троє були металістами, слухали важку музику, носили вбрання з жахливими малюнками. Місскеллі був проблемним підлітком, за ним тягнувся цілий шлейф всякого роду хуліганств (часто бився, у 9 класі він кілька разів вдарив учителя). Джейсон Болдвін мав проблеми з законом, він був затриманий поліцією за дрібну крадіжку, але відбувся лише штрафом. Еколз та Місскеллі були друзями, разом гуляли, вживали наркотики, а також були помічені в «сатаністських» ритуалах.
Еколз, найстарший з підозрюваних, жив разом зі своєю подружкою, яка на той момент була вагітна. Він мав репутацію місцевого психопата, кілька разів вирушав на примусове лікування до психіатричного закладу Арканзасу, а в 1992 році був заарештований за крадіжку зі зломом. Також були свідчення сусідів і знайомих, які стали свідками того, як він катував та вбивав тварин, в основному собак.
Під час судового розслідування Рон Лакс доводить, що поліція надала недостатньо доказів, а наведені докази є непрямими і не доводять провини підозрюваних. До того ж покази двох головних свідків обвинувачення — хлопчика Аарона, який стверджує, що бачив вбивство, та його мати Вікі Гатчесон, яка стверджує, що чула як Еколз зізнався у вбивсті, — скомпрометовано. Після цього Пам Гоббс (Різ Візерспун) починає підозрювати, що її чоловік та вітчим Стівена Бранча, Террі, вбив хлопчиків. Ця підозра посилюється після того, як вона знайшла швейцарський армійський ніж Стівена у наборі інструментів Террі. Незабаром після цього Пам залишає Террі.
4 лютого 1994 року журі присяжних визнало Джессі Місскеллі винним у вбивстві першого ступеня (Майкла Мура) та у двох вбивствах другого ступеня (Стівена Бранча та Крістофера Байєрса). Його засудили до довічного позбавлення волі, плюс - 40 років ув'язнення. Незважаючи на відсутність прямих доказів 19 березня 1994 року журі присяжних визнало Джейсона Болдвіна і Дам'єна Еколза винними у потрійному вбивстві за попередньою змовою. Джейсона Болдвіна засудили до довічного позбавлення волі, а Дам'єна Еколза - до смертної кари.
У серпні 2011 року, після майже 20 років ув'язнення, Дам'єн Еколз, Джейсон Болдвін та Джесс Місскеллі були звільнені після нового судового розгляду. Під час нового судового розгляду двоє колишніх головних свідків обвинувачення — хлопчик та його мати, свідчили проти обвинувачення. Також Рон Лакс виявив зразок волосся, який знайшли на місці злочину, і він співпадав з ДНК Террі Гоббса. До цього ж, дружина Джона Марка Байєра, батька однієї з жертв, померла при загадкових обставинах.
А Пам Гоббс продовжувала шукати правду про вбивство сина…

## У ролях
| Актор              | Роль                                                  |
| ------------------ | ----------------------------------------------------- |
| Колін Ферт         | Рон Лакс, приватний детектив                          |
| Різ Візерспун      | Памела Гоббс, мати Стівена Бранча                     |
| Брюс Ґрінвуд       | Девід Бернетт, суддя                                  |
| Стівен Моєр        | Джон Фоґельман, заступник прокурора                   |
| Дейн Де Гаан       | Кріс Морґан                                           |
| Кевін Дюранд       | Джон Марк Байєрс, прийомний батько Крістофера Байєрса |
| Еліас Котеас       | офіцер поліції                                        |
| Емі Райан          | Маргарет Лакс, дружина Рона Лакса                     |
| Алессандро Нівола  | Террі Гоббс, вітчим Стівена Бранча                    |
| Мірей Інос         | Вікі Гатчесон                                         |
| Ґері Ґруббс        | Дейл Гріффіс, експерт                                 |
| Мартін Гендерсон   | Брент Девіс                                           |
| Коллетт Вульф      | Ґлорі Шеттлз, експерт захисту                         |
| Кристоффер Полага  | Вал Прайс, громадський захисник Дам'єн Еколза         |
| Рекс Лінн          | Ґарі Ґітчелл, головний слідчий Західного Мемфісу      |
| Метт Летчер        | Пол Форд, адвокат Джейсона Болдвіна                   |
| Майкл Ґледіс       | Дан Стідгем, адвокат Джесса Місскеллі                 |
| Брайан Гов         | Макдоноу, детектив                                    |
| Роберт Бейкер      | Брін Рідж, лейтенант поліції                          |
| Джеймс Гамрік      | Дам'єн Еколз                                          |
| Сет Мерівезер      | Джейсон Болдвін                                       |
| Джет Юргенсмейер   | Стів Бранч                                            |
| Брендон Спінк      | Крістофер Байєрс                                      |
| Пол Бордман        | Майкл Мур                                             |
| Крістофер Гіґґінс  | Джесс Місскеллі                                       |
| Джек Коґлан        | Аарон Гатчесон                                        |
| Джулі Айві         | Мелісса Байєрс, прийомна мати Крістофера Байєрса      |
| Ізабелла Зенткович | Аманда Гоббс                                          |
| Брук Джей Тейлор   | Регіна Мікс, офіцер поліції                           |
| Вілбур Фіцджеральд | Том                                                   |
| Джо Берлінґер      | свідок у суді                                         |
| Рон Клінтон Сміт   | сержант поліції                                       |
| Ґері Вікс          | тележурналіст                                         |
| Анесса Ремзі       | Розі                                                  |

## Виробництво
Фільмування стрічки розпочалось 16 червня 2012 року в містах Морров та Атланті, штат Джорджія. Сцени судового розгляду були зняті в місті Картерсвілль, у будівлі окружного суду Бартов. Також у місті Іст-Пойнт фільмували сцени, які відбувалися у офісі Рона Лакса. Перші кадри стрічки були зафільмовані 26 червня 2012 року.